# 도쿄 급행 전철 7000계 전동차 (1962년)
도쿄 급행 전철(도큐) 7000계 전동차는 일찍이 도쿄 급행 전철에 재적하고 있던 통근형 전동차이다. 1962년 1월부터 1966년에 걸쳐 134량이 도큐 차량제조에서 제조되었다. 도요코 선과 제도고속도교통영단(현・도쿄 지하철) 히비야 선과의 상호 연결 운행을 전제로 해서 설계된 지하철 대응 차량이다. 주요 전기 부품은 도요 전기제조 또는 히타치 제작소가 담당하였으며, 어느쪽이나 홀수차와 짝수차로 1유닛을 짜는 「전전동차방식」이다. --무도장 스테인레스 차량 공법으로 제조되었다--

## 차체 형상・성능
도큐와 도큐 차량과의 태그는 초대 5000계, 초대 6000계, 데하 200형 등의 수많은 시행으로 업계에서는 주목의 존재가 되고 있었다. 도요코 선의 주력과 히비야 선 노선연장을 겸무해, 대량증비도 예상되는 것부터, 이 7000계에서는 차체 구조, 제어 방식, 주행 장치의 모든 것을 재검토 해 초기 투자는 물론, 운행 경비와 보수비의 대폭적인 저감을 추진하는 설계 방침이 뽑아졌다. 한편으로 충분한 성능과 높은 신뢰성을 확보하기 위해 전기, 구동 관계는 당시 벌써 표준이 되고 있던 기술을 채용하였다. 차체 설계는 데하 150형에도 계승해져 이것은 세계적으로도 드문 버드 컴퍼니 스타일의 전동차가 되었다.
- 미국 버드 컴퍼니(Budd Co.)와의 기술 제휴 아래에 제조된 일본 최초의 올 스텐레스 ㅐ차량이다. 동사가 제조한 미국 필라델피아 시의 지하철(SEPTA) M3 차량을 모델로 하고 있다.

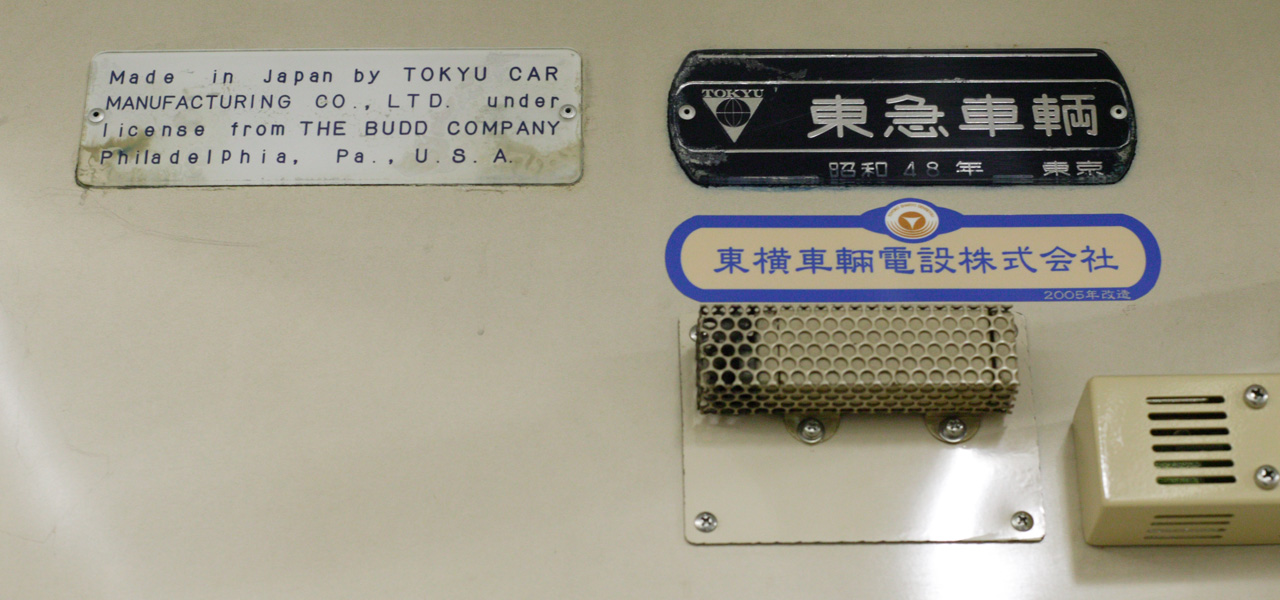
버드 공법으로 제조된 차량의 승무원실 외부 벽에는 라이센스 계약을 나타내는 플레이트(좌측 상단)가 첨부된다(사진은 이즈 급행 쿠하 8000형=도큐 8000형).

- 차체 치수는 길이 17,500 mm(연결기간은 18,000 mm)・폭 2,800 mm로 히비야 선 직통 차량의 규격이다. 바닥의 면고는 1,125 mm이다. 창배치는 히비야 선의 규격에 따라서 dD3D3D1(선두차의 경우)로 하였다.
- 전면은 3개절처형으로 관통로를 설치한다. 도큐의 차량에서는 처음으로 전면에 방향막을 설치했다. 전조등 및 미등은 좌우의 창 밑부분에 데하 7040 이전에는 스텐레스제, 데하 7041이후는 FRP제의 라이트 케이스로 정리해 1쌍씩을 설치하였다. 덧붙여 급행등은 데하 7011이후에 장착되어 그 후 제조시에 없었던 차량에도 장착되었다.

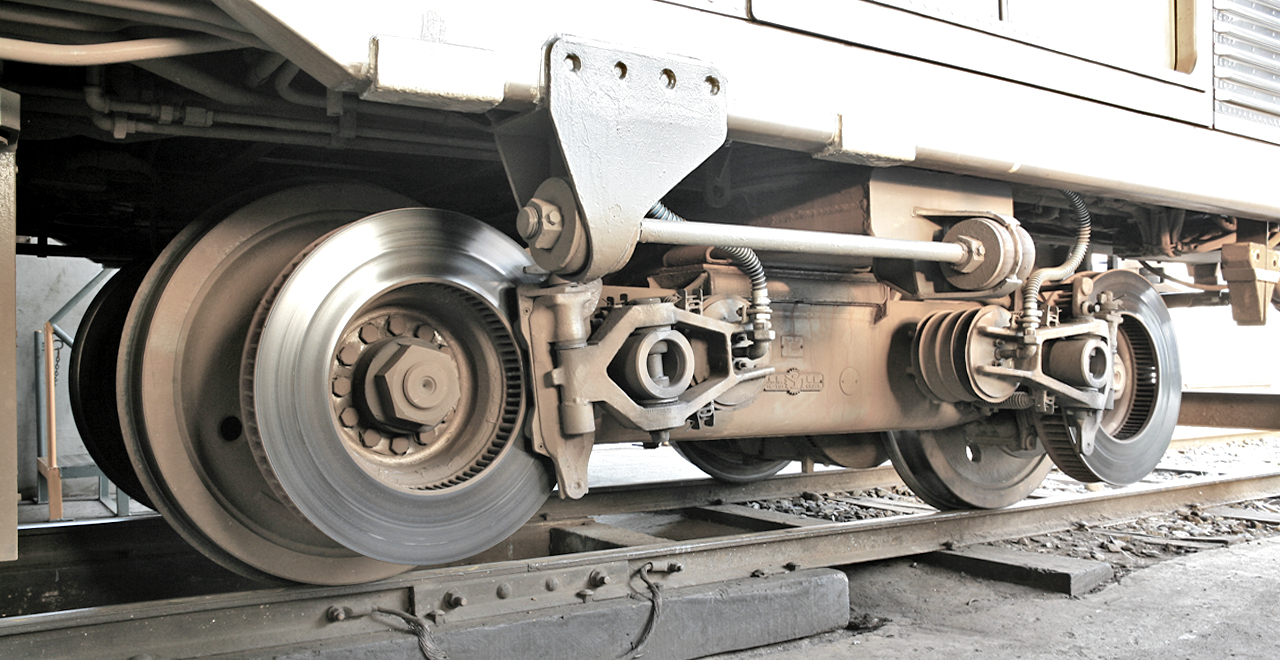
TS-701형 대차
(사진은 미즈마 철도 1000형)

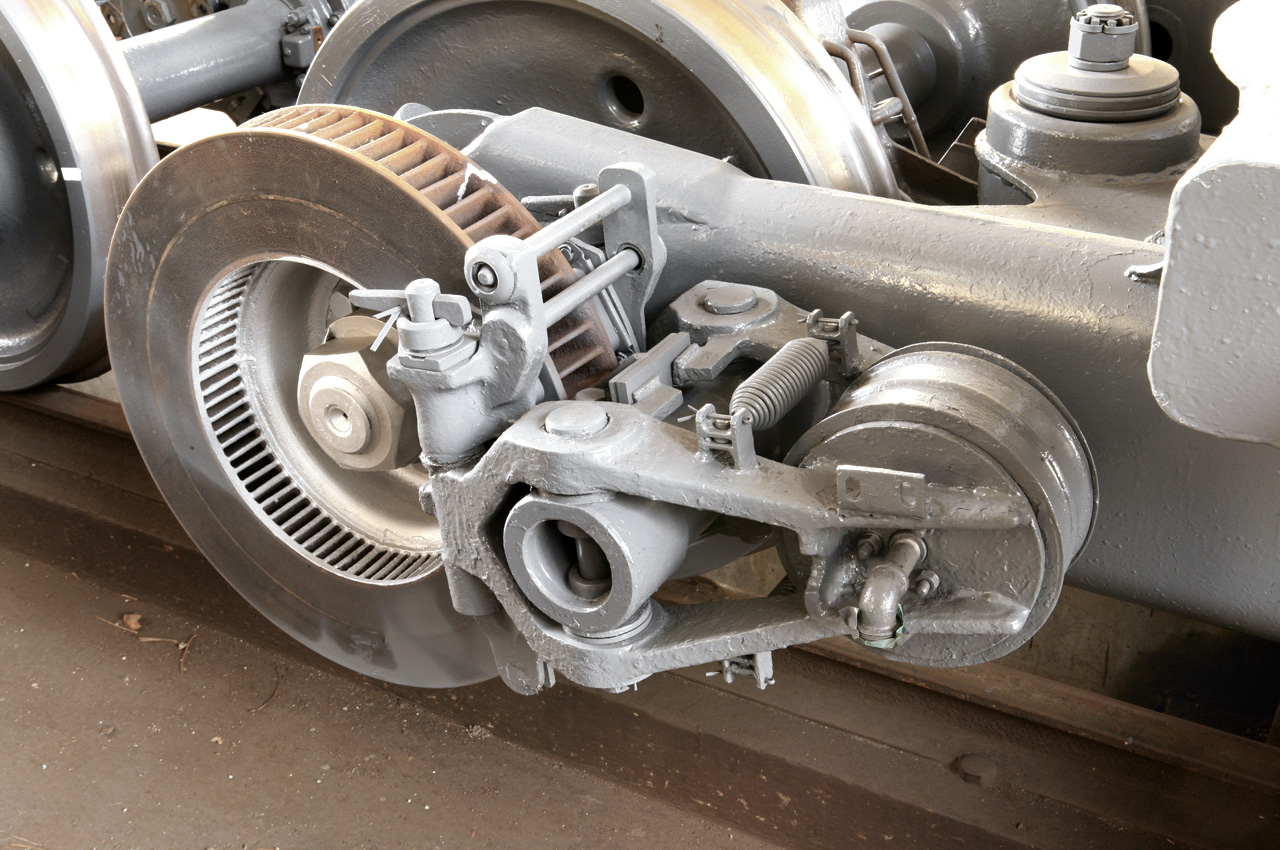
브레이크 주위. 브레이크 호스는 빠져있다(미즈마 철도 1000형).

- 지붕의 통풍기는 측면으로 통풍구가 있는 버드 특유의 형상으로, 동계는 개구부에 뚜껑이 되고 있었다. 차내측은 1982년~1984년경에 팬데리어(고정식 환기팬)를 선풍기로 교체했다.
- 대차는 버드의 특허에 의한 파이오니아 III형(TS-701형)을 채용하였다. 대차 범위의 외측에 디스크 브레이크를 가져, 코일 스프링 등의 금속제의 축용수철은 없고, 베어링을 환상에 둘러싼 형태의 방진고무에 옮겨놓은 구조가 특징. 구성이 간결하고 용수철 밑의 중량도 적지만, 진동 흡수에 뒤떨어진 일이나, 궤도로의 영향도 볼 수 있던 것으로부터 타사에서 채용되었던 것도 포함해 후에 축용수철 방식의 대차와 교환된 차량도 있다.
- 제동 방식은 회생 브레이크 병용 전자 직통 공기 제동(HSC-R)을 채용했다.
- 주전동기는 복권식으로, 도요 전기제가 TDK826-A[1], 히타치 제작소제가 HS-830Arb[2]로, 구동장치는 중천축 평행 카르단이다. 출력이 다른 것은, 히타치제의 것은 도요코 선내에서 급행으로서 사용하는 것을 고려했기 때문이다.
- 주회로 제어 방식은 저항식으로 히타치제의 제어장치 탑재 차량은 병렬 제어, 도요 전기제의 제어장치 탑재 차량은 영구 직렬 제어한다. 제어기는 히타치제가 MMC-HTR-10A(직렬 10단, 이동 1단, 병렬 8단, 약한 계자 5단), 도요제가 6000계로 사용된 제어기의 개량형인 ACRF-H860-757A(영구 직렬 14단, 약한 계자 4단)이다. 이 2개의 제어기에 있어서도 차이가 나는 것이 약한 계자제어의 방법이다. 히타치제 제어기의 약한 계자는 주전동기의 분권회로에 저항기를 삽입하는 극히 일반적인 전동 캠축식이었지만, 도요제 제어기의 약한 계자는 써보모터로 구동하는 계자조정기로 불리는 정류자형의 가변 저항기를 사용한다. 매스 단수는 전차 4단으로 통일되어 제 1단째는「기동」, 제 2단째는「직렬 제어」로 통일되고 있었지만, 히타치제 차량의 제 3단째는「병렬 제어」, 도요제 차량은「직렬 제어+약한 계자제어(2단만 사용)」이어서, 제 4단째도 이와 같이 히타치제 차량이「병렬 제어+약한 계자(5단 모두 사용)」로, 도요제 차량은「직렬 제어+약한 계자(4단 모두 사용)」이다. 특히 제 3단째가 크게 다른 것은 도요제 차량의 전계 자정격 속도가 28km/h와 낮았던 것에 의한다. 또, 히타치차는 제3단 이상, 도요차는 제2단 이상으로 약한 계자제어의 넛치 반환이 가능하다.
- 기동 가속도・ 감속도 모두 4.0 km/h/s의 고가감 속도 성능을 가진다. 다만 정격 속도가 낮기 때문에 최대 가속도를 발휘하는 속도역은 좁다. 전술했지만, 히타치차는 급행 운용에도 사용되기 위해서 고속 성능도 확보하고 있다. 설계 최고속도는 110km/h이지만, 당시의 도요코 선 급행의 최고속도는 90km/h였다.
- 톱니바퀴비는 전차량이 85:13(6.54)으로 비교적 저속 전용이지만, 약한 계자제어에 의해 중속역까지의 성능을 확보하고 있다.
- 전기품이 도요 전기제조제의 일부의 편성은 히비야 선 직통용으로서 ATC를 탑재했다.

## 운용
최초로 도요코 선에 투입되었을 때는 상술한 대로 전기품이 도요제의 편성은 히비야 선 직통 운용에, 히타치제의 편성은 급행 운용을 중심으로 사용되었다. 덧붙여 신제차의 대부분은 도요코 선용이지만, 후기의 일부 차량은 덴엔토시 선의 개통용으로 신제 투입되었다. 그 후, 덴엔토시 선(오이마치 선) 및 극히 짧은 기간이지만 메구로 선에서도 사용되고 있었다. 덧붙여 도요코 선에서 급행 운용에 사용되었을 때는 7200계・ 구 6000계・8000계와 마찬가지로「급행」의 종별판을, 덴엔토시 선에서 쾌속 운용에 사용되었을 때는 8000계처럼 원형의「쾌속」의 종별판을 각각 장착하고 있었다. 말기의 1980년대 후반에는 도요코 선의 히비야 선 직통용 8량 편성과 오이마치 선용의 6량 편성으로 사용되었다. 그 후 오이마치 선용은 1987년 이후 56량(4량 편성 14개)이 냉방화나 VVVF 인버터 제어화 등의 개조 공사를 받아 7700계로 개번되었다. 도요코 선용은 1988년부터의 1000계의 투입에 수반해 지방 사철로의 양도가 개시되었다. 그 후, 1989년 3월에는 도요코 선과 메구로 선의 4량 편성이 되어, 이 시기에 메구로 선은 7700계와 7000계의 4량 편성으로 통일되었다. 도요코 선용에 대해서는 1991년 6월의 7035F와 7017F를 연결한 8련이 최후가 되어, 동선과 히비야 선으로부터 철퇴해 메구로 선으로 이동했다. 덧붙여 같은 2편성은 메구로 선과 공통의 차량이며, 도요코 선에서 사용될 때 4량 편성에 분할 가능한 1000N계가 메구로 선에 전용되고 있었다. 한편으로 같은 형식으로 개조되지 않았던 차량은 1989년에 데하 7057~데하 7052가 원맨 운전 대응 개조와 좌석의 2색화와 와이퍼의 전동화와 외장의 변경 등을 시공해 고도모노쿠니 선의 전용차가 된 것 외는 1988년~1991년에 폐차가 되어, 일부 차량은 다른 철도 사업자에게 양도되었다(후술).

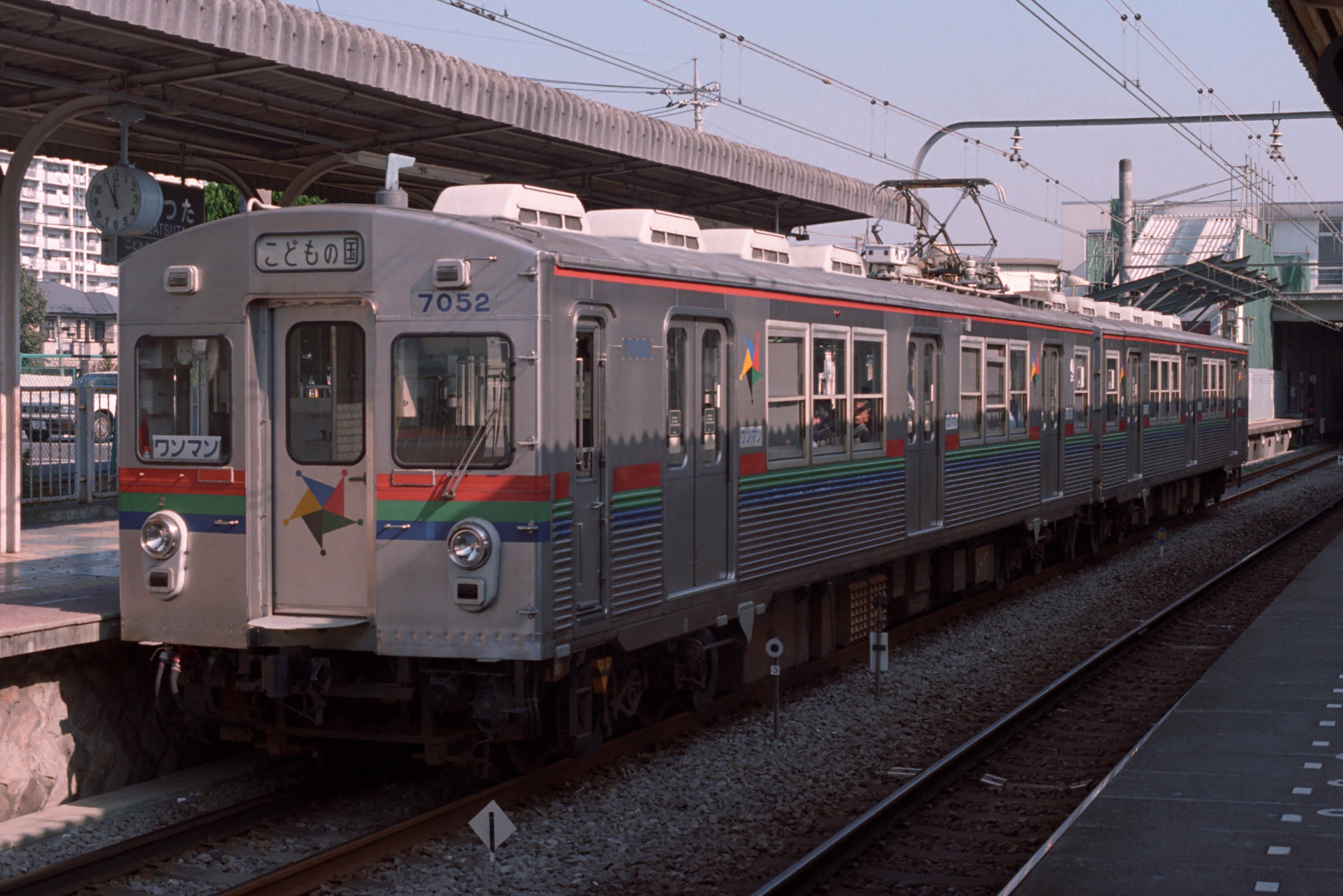
고도모노쿠니 선 전용 편성(1998년 촬영)

### 끝까지 남은 원형의 7000계
←시부야・메구로/가마타
- 데하 7017-데하 7160-데하 7159-데하 7036
- 데하 7035-데하 7162-데하 7161-데하 7016
- 데하 7021-데하 7170-데하 7121-데하 7022
- 데하 7061-데하 7146-데하 7145-데하 7028

1988년 봄에는 7200계・7600계・7700계・8000계와 함께 선두차의 전면에 적대가 베풀어졌다. 본 계열의 원형차는 최종적으로 메구로 선에 상기의 4량 편성 4개가 남고 그 밖에 7700계 4량 편성 14개가 되었지만, 1991년에 1000N'계가 동선에 투입되어 원형차는 은퇴했다. 덧붙여서 이 그룹은 거의 그대로의 편성으로 후술의 지치부 철도에 양도되었다. 덧붙여 1991년 8월 25일에는 7061 편성을 사용한 스탬프 랠리호로서 고별 운행을 해 시부야~사쿠라기초간을 2왕복했다. 선두차에는「스탬프 랠리호 7000계 고마워요」라는 헤드 마크가 게시되었다. 끝까지 사용되고 있던 고도모노쿠니 선용의 데하 7057~데하 7052는 동선의 통근선화에 수반해 1999년 7월 31일 기한으로 요코하마 고속철도 Y000계로 옮겨져 영업 운행을 종료했다. 2000년 3월 20일에 고별 운전으로서 사기누마 역~주오린칸 역간을 2왕복했다. 덧붙여서 이 2량은 운행 종료까지 냉방화는 행해지지 않고, 도큐 마지막 비냉방차이기도 했다(궤도선인 세타가야 선 제외).

## 다른 철도 사업자로의 양도
7000계는 도큐에서의 직접 폐차 뒤, '단 1량도 해체하지 말아라'라고 하는 회사 상층부의 지시에 의해 일부 차량은 이하의 5사에 양도되었다. 지치부 철도엔 4량 편성으로 양도되었지만, 다른 사업자에게는 2~3량 편성으로 양도되었다. 이 때문에 선두차가 부족해, 중간차에 운전대를 신설한 개조차가 있다. 또, 냉방장치 탑재나 가선 전압 대응의 공사를 받기도 했다. 타사에서는 회생 브레이크는 사용하지 않고 스위치를 잘랐다. 덧붙여 양도처에서는 지치부 철도가 2000형을 자칭한 이외는 도큐 시대부터 계속해 7000계를 자칭하고 있지만, 미즈마 철도에 양도된 차량은 2007년의 갱신 공사에 수반해 1000형으로 개번되었다.
고난 철도(7000계)
- 오와니 선에 히타치제 전기품 차량, 고난 선에 도요제 전기품 차량이 배치되어 있다. 고난 선에 선두차화 개조차가 있다. 띠색은 당초 적색이었지만, 현재는 청대도 존재하고 있다. 1997년의 고난 선에서의 사고로 2량이 폐차가 되어 있다.

미즈마 철도(7000계・1000형)
- 모두 도요제 전기품 차량. 일부에 선두차화 개조차가 있다. 양도된 10량 중 8량이 2007년에 띠의 배치를 포함한 갱신 공사를 받아 1000형으로 개번 되어 전차냉방차가 되었다. 한편으로 대상 외가 된 2량은 그대로 폐차가 될 예정.

호쿠리쿠 철도(7000계)
- 전기품과 차체를 지탱하는 부분은 JR・세이부 철도의 폐차 발생품을 유용해 강압 개조(종차는 모두 히타치제 전기품 차량). 일부에 선두차화 개조차와 냉방 개조차가 있다.

후쿠시마 교통(7000계)
- 전동차는 모두 도요제 전기품 차량. 선두차는 모두 중간차로부터의 개조차. 일부에 3량 편성과 냉방 개조차가 있다. 2001년에 후쿠시마역에서의 사고로 2량이 폐차가 되었다.

지치부 철도(2000형)
- 모두 도요제 전기품 차량. 상기대로 끝까지 메구로 선에서 운용된 4량 편성이 거의 그대로 양도되었다. 2000년에 5000계로 옮겨져 폐차되었다. 도큐 7000계 양도차 중에서는 첫 노련 폐차가 됐다.

한편, 고도모노쿠니 선 전용차이었던 데하 7057~데하 7052는 2000년 6월 폐차 후는 도큐 차량제조에 양도되어 동사의 요코하마 제작소에서「스위처」로서 구내의 교체 작업 등에 사용되고 있다. 현재에도 외장은 고도모노쿠니 선 구 도장(스텐레스에 녹・적・청의 띠)인 채다.

### 양도 차량 사진

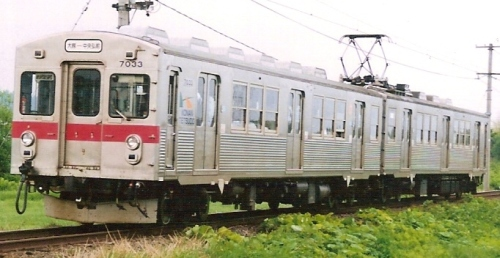
고난 철도 7000계 오와니 선 소속의 오리지널의 선두차
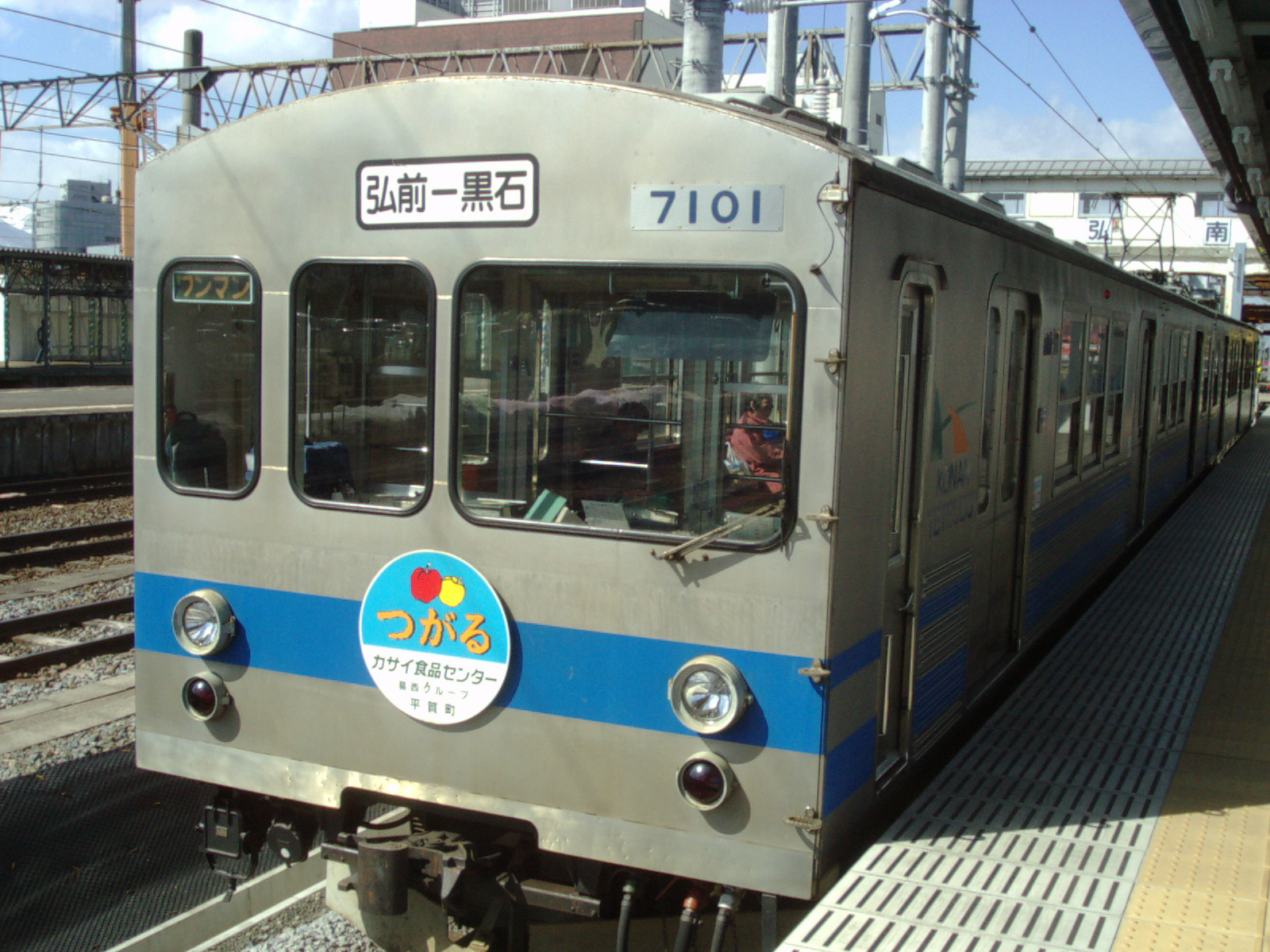
고난 철도 7000계 중간차의 선두차화 개조차
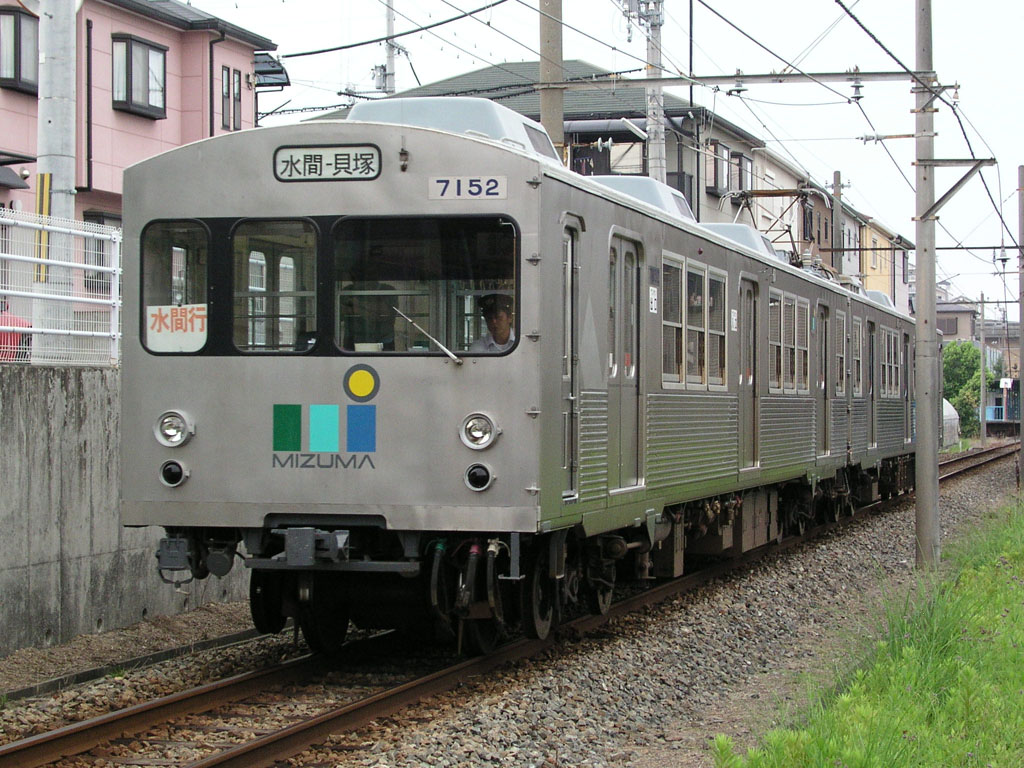
미즈마 철도 7000계 중간차의 선두차화 개조차
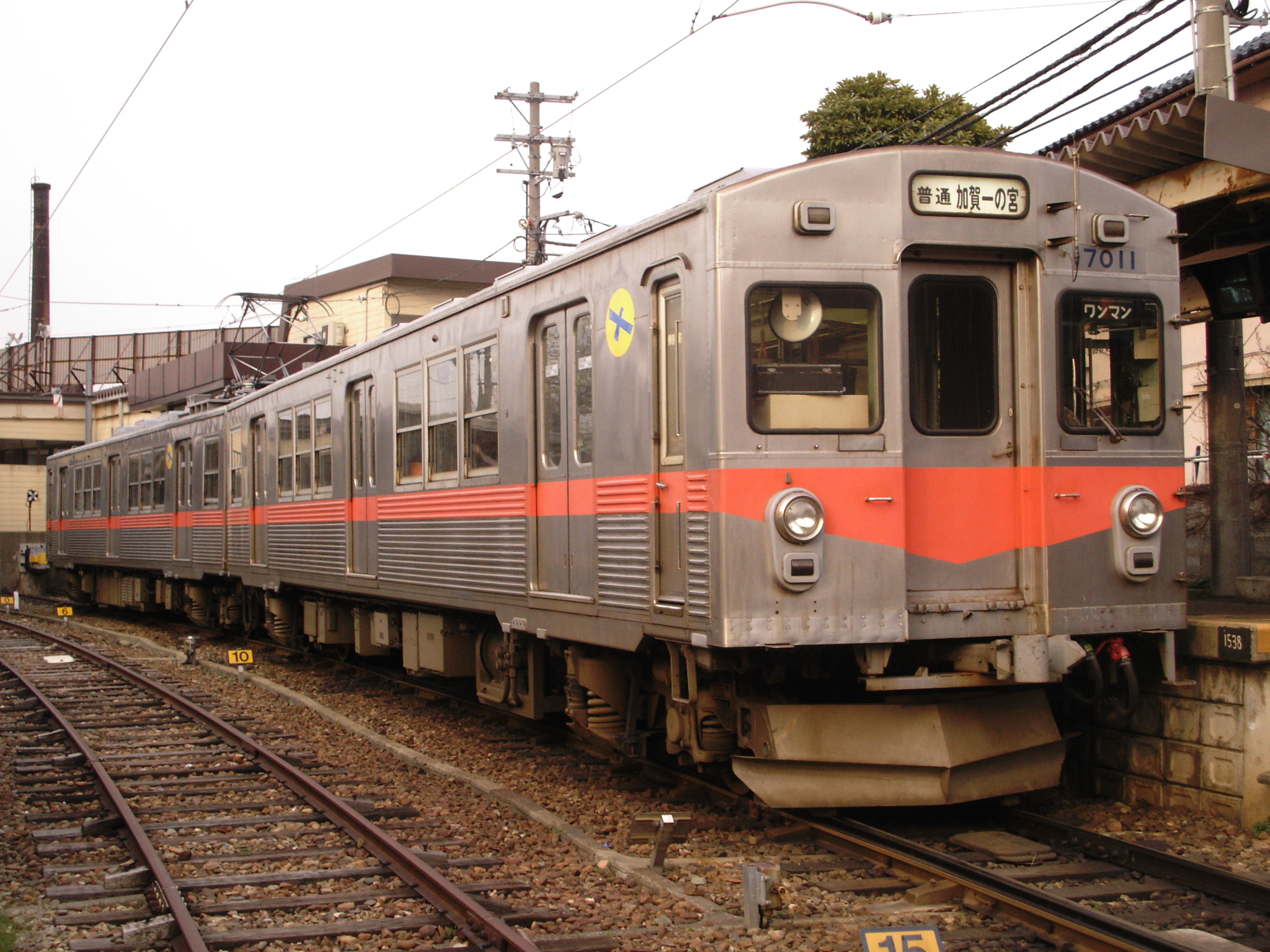
호쿠리쿠 철도 7000계 오리지널의 선두차
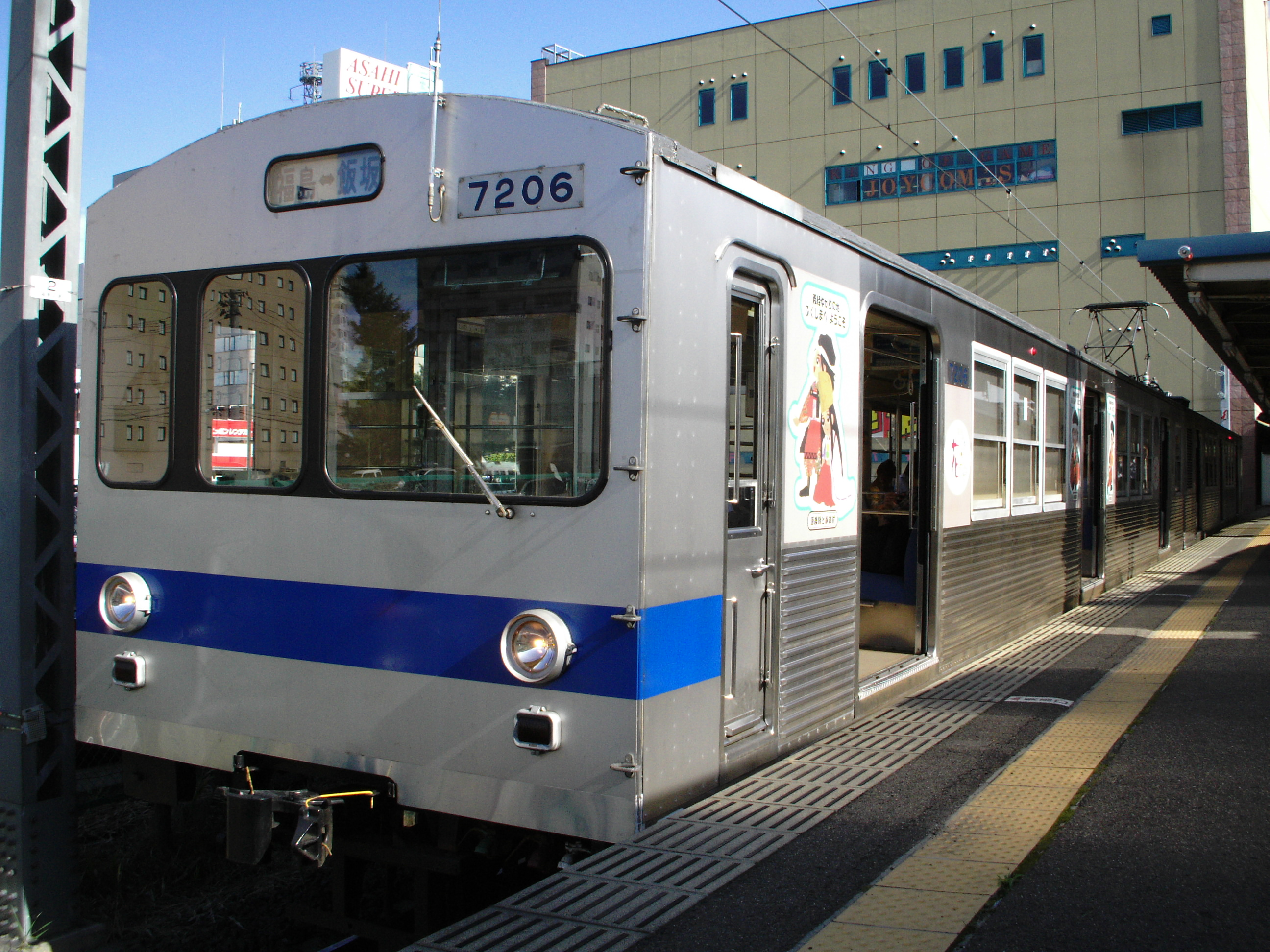
후쿠시마 교통 7000계 중간차의 선두차화 개조차
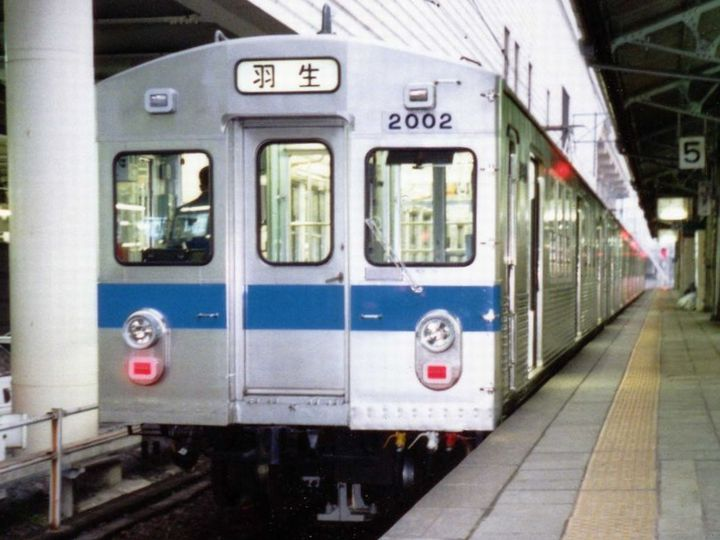
지치부 철도 2000형

## 그 외
- 1963년 10월은 PIII 대차의 고속 주행시의 데이터를 얻기 위해 데하 7019・7020을 사용해 오다큐 전철의 오다와라 선에 입선해, 신주쿠~오다와라간에서 성능 시험이 거행되었다.
- 또, 1960년대 중반에는 하계에 이즈 급행에 대출되어 보통 열차로서 사용되었다.
- 전면 형상으로부터「도시락」이라고 하는 별명이 있다.
- 2007년 12월부터, 이케가미 선과 도큐 다마가와 선에 신계열이 도입되어「7000계」를 자칭하고 있다. 이것은 5000계를 베이스로 하고 있다. 자세한 것은 도큐 7000계 전동차(2대)의 항을 참조. 덧붙여 이 계열의 영향으로 본 계열은「구 7000계」라고 불리기도 한다.

## 참고 문헌
- 우치다 슈헤이「도쿄 급행 전철 데하 7000형」「철도 팬」9호, 교우사, 1962년.
- 오기와라 도시오「도큐 7000계 이야기-전편/후편」「철도 픽토리얼」548호/549호, 철도 도서 간행회, 1991년.
- 모리야 유키오「버드사와 스텐레스 차량」「철도 픽토리얼」696호, 철도 도서 간행회, 2001년.

## 영상 자료
- 고난 철도 7000계 운행 영상(주오 히로사키 역)
- 미즈마 철도 1000형 1001F 운행 영상
- 호쿠리쿠 철도 7000계 운행 영상(가가 이치노미야 역,HD 영상)
- 후쿠시마 교통 7000계 출발 영상(하나미쓰자카 역)